# Syngina
Bei der Syngina (ein Kunstwort aus „synthetische Vagina“) handelt es sich um ein Laborgerät zur Bestimmung des Aufnahmevermögens/Absorptionsvermögens/der Saugstärke eines Tampons.

## Beschreibung

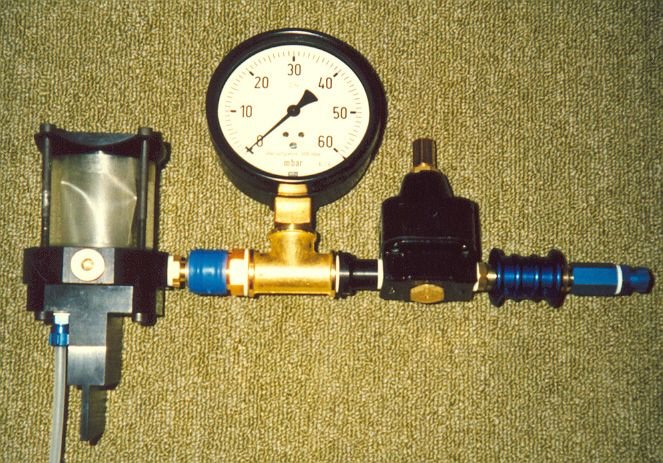
Syngina zum Testen des Aufnahmevermögens/Absorptionsvermögens/der Saugstärke von Tampons

Die Syngina besteht im Kern aus einer Gummimembrane, beispielsweise einem Präservativ oder einem Stück Gummischlauch. Diese Gummimembrane befindet sich wiederum in einem hermetisch dichten, also geschlossenen Glaskolben oder einer Acrylglaskonstruktion. 
Die Gummimembrane lässt sich dann mit Druck, beispielsweise mittels Druckluft oder mittels einer Flüssigkeit, beaufschlagen. Das Präservativ oder der Gummischlauch lässt sich somit per Druckluft beliebig eng zusammendrücken. Vorab wird der Tampon mit einer bestimmten Menge an Blutersatzflüssigkeit getränkt und dann in der Syngina mit einem definierten Druck beaufschlagt. Anhand der ausgetretenen Menge an Blutersatzflüssigkeit lässt sich auf das Absorptionsvermögen, die Saugstärke des Tampons schließen. Anhand der Auswertungen der Syngina-Testreihe, auch als Syngina-Protokoll bezeichnet, lässt sich jeder Tampon dann der Tröpfchenanzahl, die auf den meisten Tamponpackungen sowie dem Beipackzettel abgedruckt wird, exakt zuordnen.
Jedes Tröpfchensymbol steht für einen Bereich von 3 Gramm an Blutersatzflüssigkeit der Syngina-Saugstärke. Tampons mit zwei Tröpfchen müssen 6 bis 9 Gramm der Blutersatzflüssigkeit aufnehmen können; das entspricht der Tampongröße „mini“. Drei Tröpfchen entspricht der Tampongröße „normal“ und bedeutet 9 bis 12 Gramm Aufnahmevermögen. Vier Tröpfchen, also 12 bis 15 Gramm, entspricht „super“ und fünf Tröpfchen, d. h. 15 bis 18 Gramm, entspricht  „super plus“. Den Herstellern ist allerdings freigestellt, die gegenwärtig existierenden Größenbezeichnungen und/oder die Angaben über die entsprechende Menstruationsstärke auch weiterhin zu verwenden.

## Edana, der Verband
Edana (European Disposables and Nonwovens Association), der internationale Verband der Nonwoven-Produzenten und damit meist auch aller global tätigen Hygieneartikelhersteller empfiehlt diese spezielle Testmethode ausdrücklich und hat den genauen Prüfvorgang mittels der Syngina verabschiedet und publiziert.